# بول أندرسن (سياسي)
بول أندرسن هو سياسي دانمركي، ولد في 19 أبريل 1922 في الدنمارك، وتوفي في 29 مايو 2006 في لوس أنجلوس في الولايات المتحدة بسبب مرض آلزهايمر.